# Overschoen

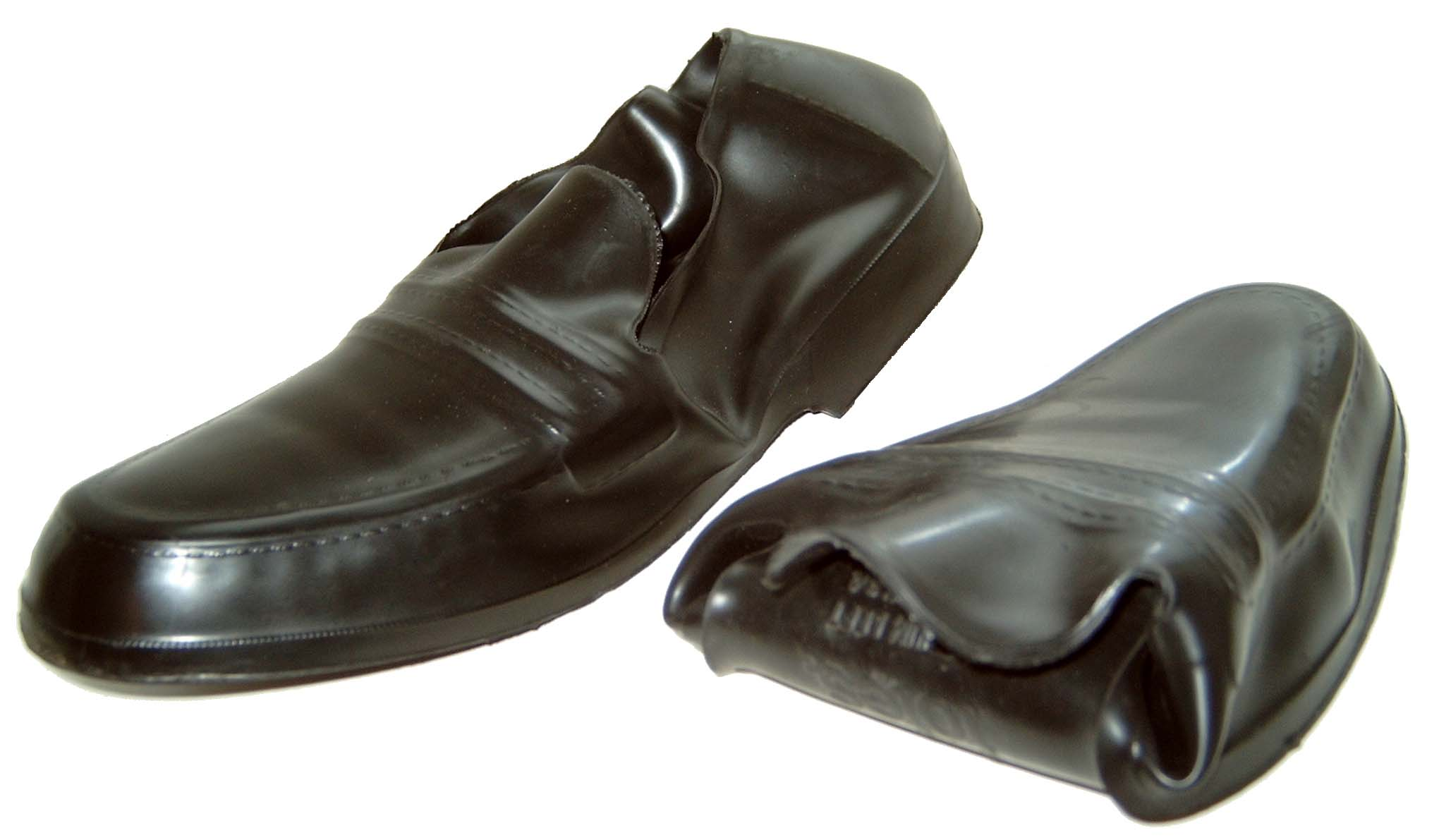
Een paar rubberen overschoenen

Overschoenen of galoches zijn nauw over de schoen passende beschermhoezen die de schoenen van de drager beschermen tegen vuil, bijvoorbeeld wanneer men over een besneeuwd trottoir moet lopen, of op de fiets over een modderige route moet rijden.
Dankzij overschoenen blijven de schoenen van de drager schoon. De overschoenen zijn meestal van een zacht en vuilafstotend materiaal, zoals rubber en kunnen door hun flexibiliteit gemakkelijk bij het verlaten en binnenkomen van een huis of kantoor worden aan- en uitgetrokken. Zo kan de drager onder alle weersomstandigheden goed gekleed op een belangrijke gebeurtenis verschijnen.